# Derventa
Derventa (cirilica: Дервента) je mesto in občina, ki leži v Republiki srbski, v Bosni in Hercegovini. Leži v regiji Posavina, severozahodno od Doboja. Leta 2013 je mesto imelo 11.631, občina pa 27.404 prebivalce.

## Geografija
Občina Derventa meji na občine Brod, Modriča, Doboj, Stanari, Prnjavor in Srbac, čez Savo pa meji tudi na Hrvaško. Površina občine meri 517 km², vsebuje pa 56 vasi in mesto Derventa.
Mesto Derventa leži ob reki Ukrina, ceste pa vodijo do Broda, Kotorske oz. Doboja, Prnjavora oz. Banja Luke in Srbca.
Mesto ima četrt Derventski Lug, ki se je v zadnjih letih zaradi rasti občine precej povečala.

## Zgodovina
Med letoma 1929 in 1939 je bila Derventa del Vrbaške banovine, med letoma 1939 in 1941 pa del Hrvaške banovine znotraj Kraljevine Jugoslavije.
Pred Vojno v Bosni in Hercegovini je v Derventi živela opazna populacija etničnih Hrvatov, večina prebivalstva pa je bila Bošnjakov. Ob začetku vojne je nekaj tu živečih Srbov, ki jih je podpirala stranka SNSD, zavzelo določene položaje moči. Med vojno so na tem območju potekali spopadi predvsem med HVO in VRS, v nekaj konfliktih pa je sodelovalo tudi nekaj enot ARBiH. Po srbski Operaciji Koridor '92 je HVO izgubil nadzor nad Dervento in je bil potisnjen proti severu. Rezultat operacije je bilo srbsko etnično čiščenje Hrvatov in Bošnjakov, v mesto pa so se naselili srbski begunci z vojnih območij na Hrvaškem in v Srbiji.
Po Daytonskem sporazumu leta 1995 se je nekaj Bošnjakov in Hrvatov vrnilo v Dervento.

## Naselja
Občino Derventa sestavljajo, poleg mesta Derventa, še naslednja naselja:
- Agići
- Begluci
- Bijelo Brdo
- Bosanski Dubočac
- Brezici
- Bukovac
- Bukovica Mala
- Bukovica Velika
- Bunar
- Cerani
- Crnča
- Dažnica
- Donja Bišnja
- Donja Lupljanica
- Donji Detlak
- Donji Višnjik
- Drijen
- Gornja Bišnja
- Gornja Lupljanica
- Gornji Božinci
- Gornji Detlak
- Gornji Višnjik
- Gradac
- Gradina
- Kalenderovci Donji
- Kalenderovci Gornji
- Kostreš
- Kovačevci
- Kulina
- Kuljenovci
- Derventski Lug
- Lužani
- Lužani Bosanski
- Lužani Novi
- Mala Sočanica
- Mišinci
- Miškovci
- Modran
- Osinja
- Osojci
- Pjevalovac
- Pojezna
- Poljari
- Polje
- Rapćani
- Stanići
- Šušnjari
- Tetima
- Trstenci
- Tunjestala
- Velika
- Velika Sočanica
- Vrhovi
- Zelenike
- Žeravac
- Živinice

## Demografija

### Število prebivalcev
| Število prebivalcev v občini Derventa | Število prebivalcev v občini Derventa | Število prebivalcev v občini Derventa | Število prebivalcev v občini Derventa | Število prebivalcev v občini Derventa | Število prebivalcev v občini Derventa | Število prebivalcev v občini Derventa | Število prebivalcev v občini Derventa | Število prebivalcev v občini Derventa |
| ------------------------------------- | ------------------------------------- | ------------------------------------- | ------------------------------------- | ------------------------------------- | ------------------------------------- | ------------------------------------- | ------------------------------------- | ------------------------------------- |
|                                       | Naselje                               | 1948                                  | 1953                                  | 1961                                  | 1971                                  | 1981                                  | 1991                                  | 2013                                  |
|                                       | Skupaj                                | 43,787                                | 53,592                                |                                       | 56,141                                | 57,010                                | 56,489                                | 27,404                                |
| 1                                     | Cerani                                |                                       |                                       |                                       |                                       |                                       | 1,905                                 | 1,028                                 |
| 2                                     | Crnča                                 |                                       |                                       |                                       |                                       |                                       | 1,019                                 | 684                                   |
| 3                                     | Derventa                              | 9,098                                 | 9,133                                 | 9,843                                 | 11,824                                | 14,357                                | 17,748                                | 11,631                                |
| 4                                     | Donja Lupljanica                      |                                       |                                       |                                       |                                       |                                       | 1,271                                 | 705                                   |
| 5                                     | Donji Detlak                          |                                       |                                       |                                       |                                       |                                       | 430                                   | 249                                   |
| 6                                     | Drijen                                |                                       |                                       |                                       |                                       |                                       | 783                                   | 442                                   |
| 7                                     | Gornja Lupljanica                     |                                       |                                       |                                       |                                       |                                       | 946                                   | 329                                   |
| 8                                     | Gornji Detlak                         |                                       |                                       |                                       |                                       |                                       | 1,031                                 | 577                                   |
| 9                                     | Kalenderovci Gornji                   |                                       |                                       |                                       |                                       |                                       | 512                                   | 364                                   |
| 10                                    | Kostreš                               |                                       |                                       |                                       |                                       |                                       | 403                                   | 279                                   |
| 11                                    | Kulina                                |                                       |                                       |                                       |                                       |                                       | 808                                   | 417                                   |
| 12                                    | Lug                                   |                                       |                                       |                                       |                                       |                                       | 1,254                                 | 1,107                                 |
| 13                                    | Lužani                                |                                       |                                       |                                       |                                       |                                       | 356                                   | 223                                   |
| 14                                    | Lužani Bosanski                       |                                       |                                       |                                       |                                       |                                       | 786                                   | 422                                   |
| 15                                    | Mala Sočanica                         |                                       |                                       |                                       |                                       |                                       | 759                                   | 221                                   |
| 16                                    | Miškovci                              |                                       |                                       |                                       |                                       |                                       | 782                                   | 528                                   |
| 17                                    | Osinja                                |                                       |                                       |                                       |                                       |                                       | 1,890                                 | 1,244                                 |
| 18                                    | Pojezna                               |                                       |                                       |                                       |                                       |                                       | 1,277                                 | 756                                   |
| 19                                    | Polje                                 |                                       |                                       |                                       |                                       |                                       | 1,124                                 | 369                                   |
| 20                                    | Tetima                                |                                       |                                       |                                       |                                       |                                       | 1,164                                 | 254                                   |
| 21                                    | Trstenci                              |                                       |                                       |                                       |                                       |                                       | 894                                   | 548                                   |
| 22                                    | Velika Sočanica                       |                                       |                                       |                                       |                                       |                                       | 1,489                                 | 960                                   |
| 23                                    | Živinice                              |                                       |                                       |                                       |                                       |                                       | 1,290                                 | 269                                   |

### Etnična sestava
|             | 2013            | 1991            | 1981            | 1971            |
| Skupaj      | 11,631 (100,0%) | 17,748 (100,0%) | 14,357 (100,0%) | 11,824 (100,0%) |
| Srbi        | 9,667 (83,11%)  | 4,555 (25,66%)  | 2,934 (20,44%)  | 2,496 (21,11%)  |
| Bošnjaki    | 1,219 (10,48%)  | 5,558 (31,32%)  | 4,593 (31,99%)  | 5,065 (42,84%)  |
| Hrvati      | 378 (3,250%)    | 4,317 (24,32%)  | 3,727 (25,96%)  | 3,439 (29,08%)  |
| Ostali      | 367 (3,155%)    | 695 (3,916%)    | 242 (1,686%)    | 267 (2,258%)    |
| Jugoslovani |                 | 2,623 (14,78%)  | 2,799 (19,50%)  | 459 (3,882%)    |
| Črnogorci   |                 |                 | 21 (0,146%)     | 38 (0,321%)     |
| Albanci     |                 |                 | 18 (0,125%)     | 11 (0,093%)     |
| Makedonci   |                 |                 | 12 (0,084%)     | 14 (0,118%)     |
| Slovenci    |                 |                 | 9 (0,063%)      | 32 (0,271%)     |
| Madžari     |                 |                 | 2 (0,014%)      | 3 (0,025%)      |

|             | 2013            | 1991            | 1981            | 1971            |
| Skupaj      | 27,404 (100,0%) | 56 489 (100,0%) | 57 010 (100,0%) | 56,141 (100,0%) |
| Srbi        | 22,349 (81,55%) | 22,938 (40,61%) | 22,840 (40,06%) | 23,124 (41,19%) |
| Hrvati      | 2,573 (9,389%)  | 21,952 (38,86%) | 23,629 (41,45%) | 25,228 (44,94%) |
| Bošnjaki    | 1,895 (6,915%)  | 7,086 (12,54%)  | 6,034 (10,58%)  | 6,548 (11,66%)  |
| Ostali      | 587 (2,142%)    | 1,165 (2,062%)  | 500 (0,877%)    | 550 (0,980%)    |
| Jugoslovani |                 | 3,348 (5,927%)  | 3,914 (6,865%)  | 575 (1,024%)    |
| Črnogorci   |                 |                 | 35 (0,061%)     | 48 (0,085%)     |
| Albanci     |                 |                 | 20 (0,035%)     | 12 (0,021%)     |
| Makedonci   |                 |                 | 16 (0,028%)     | 17 (0,030%)     |
| Slovenci    |                 |                 | 16 (0,028%)     | 36 (0,064%)     |
| Madžari     |                 |                 | 6 (0,011%)      | 3 (0,005%)      |

## Gospodarstvo
Spodnja tabela prikazuje skupno številko registriranih oseb, legalno zaposlenih po njihovi osnovni dejavnosti (podatki za leto 2018):
| Dejavnost                                                                     | Skupaj |
| ----------------------------------------------------------------------------- | ------ |
| Kmetijstvo, gozdarstvo in ribarstvo                                           | 132    |
| Rudarstvo                                                                     | 5      |
| Proizvodnja                                                                   | 3,398  |
| Oskrba z elektriko, plinom, paro                                              | 45     |
| Oskrba z vodo; kanalizacija, ravnanje z odpadki, sanacije                     | 104    |
| Gradbeništvo                                                                  | 227    |
| Veleprodaja in trgovina na drobno, popravilo motornih vozil in motornih koles | 1,237  |
| Prevozi in skladiščenje                                                       | 212    |
| Nastanitve in prehrambene storitve                                            | 227    |
| Informacije in komunikacija                                                   | 45     |
| Finančne in zavarovalne storitve                                              | 66     |
| Nepremičninske dejavnosti                                                     | 5      |
| Strokovne, znanstvene in tehnične dejavnosti                                  | 125    |
| Administrativne in podporne storitvene dejavnosti                             | 48     |
| Javna uprava in obramba; obvezna socialna varnost                             | 244    |
| Izobraževanje                                                                 | 489    |
| Zdravstvo in socialno delo                                                    | 187    |
| Umetnost, zabava in rekreacija                                                | 33     |
| Druge storitvene dejavnosti                                                   | 83     |
| Skupaj                                                                        | 6,912  |

## Šport
Najbolj priljubljen šport v Derventi je nogomet. Mesto ima dolgo nogometno tradicijo. Prvi nogometni klub v Derventi je bil ustanovljen leta 1919 pod imenom FK Dečko. Pred izbruhom 2. svetovne vojne je bilo v mestu ustanovljenih še več drugih športnih klubov. Vojna je povzročila propad vseh klubov v Derventi in ustanovitev kluba FK Tekstilac Derventa, ki se je združil s klubom FK Dečko. FK Tekstilac še vedno deluje in tekmuje v 1. ligi Republike Srbske na svojem domačem stadionu, Gradski stadion FK Tekstilac, ki sprejme okrog 500 gledalcev. Najuspešnejši športni klub v Derventi pa je RK Derventa, ki trenutno tekmuje v 1. rokometni ligi Bosne in Hercegovine, kar je najvišje rangirano rokometno državno tekmovanje. Derventa je v regiji znana po svoji tradiciji rokometne uspešnosti, saj s tega območja prihaja več odličnih igralcev, zaradi katerih je majhno mesto imelo in ima zelo uspešen klub.

## Galerija
- Mestno središče
- Avtobusna postaja v Derventi

## Znani ljudje
- Vedran Ćorluka (* 1986), nogometaš
- Mile Kitić (* 1952), pevec
- Dara Bubamara (* 1976), pevka
- Miroslav Pejić (* 1986), nogometaš
- Mario Tokić (* 1975), nogometaš
- Ivan Martić (* 1990), nogometaš
- Abaz Arslanagić (* 1944), rokometaš in trener
- Muhamed Memić (* 1960), rokometaš
- Sulejman Medenčević (* 1963), kinematograf
- Senad Lupić (* 1966), nogometaš
- Zoran Rankić (1935–2019), igralec
- Alojz Benac (1914–1992), arheolog